# Chafia Rochdi
Zakia Bent Haj Boubaker Marrakchi, más conocida por sus nombres artísticos Chafia Rochdi y Nana (7 de noviembre de 1910 - 21 de julio de 1989) fue una cantante y actriz tunecina.

## Biografía
Nacida el 7 de noviembre de 1910 en Sfax como Zakia Bent Haj Boubaker Marrakchi, la madre de Rochdi era de origen turco y pasó su infancia en Trípoli. Huérfana de niña, realizó su educación primaria en su ciudad natal. A la edad de 14 años, aprendió a tocar el piano bajo la guía del Prof. Hedi Chennoufi. Debutó en escenarios en 1920 bajo la dirección de Mohamed Chabchoub. Aspirando a ganar reconocimiento público, viajó a la capital de Túnez en 1929 donde se unió a la famosa artista tunecina Fadhila Khetmi en sus primeras actuaciones.

## Legado
Nombrada por sus admiradores como la "Diva del público" y "Nana", fue una de las pocas artistas tunecinas que inició su propia compañía de teatro y la única mujer que participó en la creación de The Rachidia junto a Mustapha Sfar. También participó en diversas orquestas en compañía de grandes músicos de la época y creó su propia banda llamada "Nana Orchestra".
La Foundation Femmes et memorié le rindió homenaje a ella y a otros pioneros de los teatros tunecinos celebrando el día de los 'Pioneros de Túnez'.

## Muerte
Hacia el final de su vida, se dedicó únicamente a actuar en teatro. Murió el 21 de julio de 1989.